# Fellini-Satyricon
A Fellini-Satyricon 1969-ben készült színes, olasz–francia film. Petronius, ókori író töredékesen fennmaradt művének ihletésére Federico Fellini pályafutása egyik legkülönösebb és legvitatottabb alkotását rendezte meg.

## A cselekmény
|  | Alább a cselekmény részletei következnek! |

Az irodalmi mű töredékességét visszaadva Fellini filmje is mozaikokból építkezik, kihagyásos szerkezetű. A történet főszereplői két léhűtő Néró császár korából, Encolpius és Ascyltos, illetve szeretőjük, a szinte még gyerek Giton. Hármójuk útja időnként keresztezi egymást. Fellini Encolpiust követi nyomon: vele együtt ellátogathatunk többek között egy hatalmas ókori bordélyba, egy felfuvalkodott újgazdag, Trimalchio pazar lakomájára, valamint Lycas hajójára, ahol Encolpiust kis híján összeházasítják a visszataszító öregemberrel. Nyomon követhetjük hősünket Minotaurusz labirintusában, és tanúi lehetünk annak, miként próbálja visszaszerezni elveszett férfiasságát Oenothea segítségével.

## Az irodalmi műről
A film Titus Petronius Arbiter (mh 66 k.) töredékesen fennmaradt művének, a Satyriconnak szabad átdolgozása. Petronius Néró császár uralkodása idején élt, és az ő parancsára követett el öngyilkosságot. Művéből a 14., 15. és 16. könyv maradt fenn, de azok is csak a XVII. században kerültek elő. A szerző alakja felbukkan Henryk Sienkiewicz Quo vadis című regényében is.
Fellini így elmélkedett a Satyriconról: „A Satyricon elsősorban azért olyan titokzatos szöveg, mert töredékes. Töredékessége bizonyos értelemben jelképes. Az antik világ általános töredékessége a mi világunk szétesettségét is jelképezi. A szövegnek és a szövegben feltáruló világnak ez az igazi varázsa. Sűrű ködbe burkolt ismeretlen táj, és csak akkor látni valamit, ha itt-ott fölszakadozik a köd…”
Egy szép napon három ismeretlen csavargó jelent meg Itália egyik görög alapítású, dúsgazdag tengerparti városának utcáin. Közülük kettő, Encolpios és Ascyltos, már meglett férfi volt, valamivel túl a harmincon, a csinos kamasz pedig, aki a Giton névre hallgatott, még nem volt több tizenhat évesnél…

## Az előkészületekről

### Fellini elképzelései
Fellini 1967 nyarán határozta el, hogy filmet forgat a Satyriconból. Érdeklődését saját bevallása szerint éppen a hiányzó részek keltették fel. Úgy tekintett művére, mint egy sci-fire, amely a jövő helyett a múltban játszódik. Eredetileg úgy tervezte, hogy latin nyelven forgatja le a filmet, és ennek érdekében konzultált több tekintélyes latinnyelv-professzorral. A munka azonban olyan hatalmasnak tűnt, ráadásul forgalmazási problémákat is felvetett, hogy Fellini végül letett a szándékáról. (Néhány évvel később Derek Jarman készítette el az első, teljes egészében latin nyelvű filmet: Szent Sebestyén (Sebastiane), 1976). Az irodalmi mű cselekményének java a Rómától távol eső Magna Crecia városaiban játszódik, Fellini azonban a fővárosba helyezte át a történet legnagyobb részét. Mindent műteremben kívánt felvenni, és csak egy-két jelenetet forgattak külső helyszíneken. Fellini azt tervezte, hogy kihagyja a filmből az epheszoszi özvegy történetét, de végül leforgatta az epizódot, sőt benne is hagyta a végső változatban.

### A színészekről
A két főszerepre a rendező eredetileg Terence Stampet és Pierre Clémentit akarta szerződtetni, de erre különböző okokból nem került sor. (Stamp volt előző alkotása, a Toby Dammit főszereplője, de a Satyricon forgatásakor már foglalt volt.) Helyükre Fellini az angol Martin Pottert és az amerikai Hiram Kellert választotta. Utóbbira állítólag Franco Zeffirelli hívta fel a figyelmét, aki látta a tehetséges fiatalembert a Hair egyik New York-i előadásán. Amikor később azt kérdezték Fellinitől, miért nem olasz színészeket választott a főszerepekre, a rendező állítólag azt felelte: „Mert Olaszországban nincsenek homoszexuálisok.” Trimalchio szerepét Mario Romagnoli, római vendéglős játszotta Il Moro néven: így hívták a vendéglőjét. A szerepet egyébként Fellini először a Frankenstein-filmek legendás főszereplőjének, Boris Karloffnak ajánlotta fel, de az idős művész betegsége miatt visszautasította a felkérést. Lycas szerepére Danny Kaye-t akarták szerződtetni, ám ő is elutasította Fellinit. Eumolpus eljátszására Van Heflint szemelték ki, de tőle is nemleges válasz jött. Ekkor döntöttek úgy a producerek, hogy a filmet Fellini nevével fogják eladni, ezért rábízzák a szereplők kiválasztását. Egyetlen kikötés volt, hogy ne kerüljenek sok pénzbe. Salvo Randone (Eumolpus) volt az egyetlen drága színész. Ő viszont ragaszkodott ahhoz, hogy ne kelljen megtanulnia a hosszú monológokat, mivel tudta, hogy Fellini úgyis utószinkronizálni fog. Minotauruszt, a labirintus szörnyetegét George Eastman alakította Luigi Montefiori néven. Eastman később több kétes értékű horror- és szexfilm elkészítésében vállalt színészi, sőt számos esetben forgatókönyvírói feladatokat.

## Forgatási menetrend
A film forgatása 1968. november 9-én kezdődött, és határidőn belül, 1969 májusában ért véget. A fontosabb jeleneteket az alábbi sorrendben vették fel:
- Vernacchio epizódja,
- az ifjú Oenothea jelenete (helyszín: Maccarese),
- az öngyilkosok villája,
- az idős Oenothea,
- a hermafrodita epizódja,
- a Suburra,
- Trimalchio jelenetei,
- a képtár,
- a labirintus,
- Eumolpus temetése (helyszín: Fiumicino mellett, a focenei tengerpart),
- a gyönyörök kertje,
- a hajós jelenetek (helyszín: Ponza szigete).

A Cinecittà műtermeiben 89 helyszínt építettek fel, a forgatás során 80 ezer méter filmszalagot használtak fel.

## PolidoroSatyriconja
Fellini filmjének forgatása 1968 novemberétől 1969 májusáig tartott. Közben kiderült, hogy egy másik olasz rendező, a vígjátékairól ismert Gian Luigi Polidoro is megfilmesíti Petronius művét, Fellinivel ellentétben komédia formájában. Fellini ekkor a bírósághoz fordult, és peres úton kívánta elérni, hogy a Satyricon címet kizárólag ő használhassa, de veszített. Ekkor úgy döntött, hogy a The Satirical Romance címet adja a filmjének, de ezt végül elvetette. A producerek (Alberto Grimaldin keresztül a United Artists is finanszírozta a filmet) a Fellinicon és a Heroticon címeket javasolták, de ezek parodisztikusan hangzottak. Végül a Fellini-Satyricon mellett döntöttek. Polidoro filmjét mutatták be előbb a mozik, és nem is sikertelenül, miközben Fellini változata az 1969-es velencei filmfesztiválon megbukott, noha előzetesen a fődíj egyetlen nagy esélyesének gondolták. A United Artists azonban nagy reményeket fűzött a külföldi forgalmazáshoz, ezért több mint 1 millió dollárért megvásárolta Polidoro filmjének tengerentúli jogait, hogy az ottani premiert késleltesse a Fellini-mű bemutatásáig. Polidoro alkotását egyébként Olaszországban a cenzorok a bemutató után nem sokkal betiltották. Noha a Fellini-mű árnyékában Polidoro változatát sokan látatlanul fércműként könyvelték el, nem árt tudni, hogy nem kisebb személyiség gratulált Polidorónak a Satyriconhoz, mint Michelangelo Antonioni.

## Ciao, Federico!
Fellini filmjének elkészítését Gideon Bachmann dokumentálta, aki később például Pier Paolo Pasolini Salò, avagy Szodoma 120 napja (1975) című alkotásának megszületését is nyomon követte (Az általa készített anyagot Giuseppe Bertolucci felhasználta a Pasolini prossimo nostro című 2006-os dokumentumfilmben). A Ciao, Federico! címmel 1971-ben bemutatott dokumentumfilm értékes anyag, hiszen Fellinit munka közben örökíti meg. Filmtörténeti értékét bizonyítja, hogy néhány éve a kópiát alaposan felújították, és egy Fellini-retrospektíven ismét bemutatták. A dokumentumfilmben feltűnik Roman Polański és tragikus sorsú felesége, az akkoriban Olaszországban filmező Sharon Tate is.

## Korunk Petroniusa
Fellini a Satyriconnal valójában kora társadalmáról is véleményt mond, arról a világról, amelyben a valódi értékek, a régi erkölcsök veszni látszanak, és a pénz diktál (például Eumolpos testét a végakarat szerint megeszik az örökösök, hogy megkapják az örökséget). Mindenki a mának él, mulandó örömöknek, a test pillanatnyi gyönyöreinek adja át magát: senki nem törődik se a múlttal, se a jövővel. Ebből a szemszögből nézve a Fellini-Satyricon egy trilógia középső darabjaként is értelmezhető. Előzménye az Édes élet (1960) – melynek kapcsán Fellinit már akkor korunk Petroniusának is nevezték –, folytatása pedig a Fellini-Casanova (1976).

## Főszereplők
- Martin Potter (Encolpius)
- Hiram Keller (Ascyltos)
- Max Born (Giton)
- Salvo Randone (Eumolpos)
- Mario Romagnoli (Trimalchio)
- Magali Noël (Fortunata)
- Capucine (Triphena)
- Alain Cuny (Lycas)
- Fanfulla (Vernacchio)
- Joseph Wheeler (az öngyilkos férfi)
- Lucia Bosé (az öngyilkos nő)
- Luigi Montefiori (Minotaurusz)
- Hylette Adolphe (a rabszolgalány)
- Donyale Luna (Oenothea)

## Fontosabb díjak és jelölések
Oscar-díj
- 1971 jelölés Federico Fellini (legjobb rendező)

Golden Globe-díj
- 1970 jelölés Legjobb idegen nyelvű film

Ezüst Szalag díj
- 1970 díj Giuseppe Rotunno (legjobb operatőr)
- 1970 díj Danilo Donati (legjobb jelmez)
- 1970 díj Danilo Donati, Luigi Scaccianoce (legjobb díszlet)
- 1970 díj Fanfulla (legjobb férfi epizodista, megosztva Umberto Orsinivel)